# Lanner Electronics
Lanner Electronics, Inc. (TSE:6245) (кит. 立端科技股份有限公司; пиньинь Lìduān Kējì Gǔfèn Yǒuxiàn Gōngsī) — тайваньский производитель электроники, специализирующийся на сетевых устройствах, промышленных компьютерах, встраиваемых компьютерах, автомобильных ПК, материнских платах и сопутствующих аксессуарах. Lanner владеет и управляет заводами по производству печатных плат, корпусов и сборке компьютеров. Компания специализируется в основном на производстве OEM/ODM для мировых брендов компьютеров и компьютерной периферии. Основные линейки продукции Lanner включают платформы сетевых устройств, защищённые встраиваемые компьютеры и телекоммуникационные платформы операторского класса.

## История
Компания Lanner Electronics была основана в марте 1986 года как GES Taiwan — дочерняя компания сингапурской компании по производству промышленных ПК GES International. В 1993 году компания Lanner отделилась от группы GES и запустила собственные промышленные компьютерные корпуса и линейки одноплатных компьютеров SBC под названием Lanner Electronics. В 2000 году компания Lanner запустила свой новый завод с одной линией SMT в Сичжи, округ Тайбэй, а в 2003 году компания стала публичной на Тайваньской фондовой бирже. В 2006 году компания Lanner открыла новый завод и удвоила производственные мощности.

## Дочерние компании
Lanner Electronics владеет и управляет следующими дочерними компаниями:
- Lanner Electronics USA, Inc. Дочерняя компания в США расположена во Фримонте, штат Калифорния, США.
- Lanner Electronics Canada Ltd. Офис этой дочерней компании расположен в Миссиссоге, Онтарио.
- L&S Lancom Platform Technology Company, Ltd. Эта дочерняя компания обслуживает весь материковый Китай. Её главный офис находится в Пекине.
- Lanner Europe B.V. Эта дочерняя компания обслуживает страны-члены ЕС и Великобританию. Офис расположен в Гааге, Нидерланды.

## Операции
Со штаб-квартирой в районе Сичжи, город Новый Тайбэй, Lanner управляет 7 дочерними компаниями и производственными предприятиями в материковом Китае, Канаде и США, пять из которых находятся в материковом Китае, одно в США и одно в Канаде. Офис Lanner во Фримонте (Калифорния) обслуживает Соединённые штаты. Офис в Миссиссоге, Онтарио, обслуживает Канаду и восточное побережье США. Пекинский офис Lanner является главным офисом дочерней компании L&S Lancom Platform Technology Company, Ltd.

## Продукция
Продукция Lanner разделена на три основные линейки:
- Сетевое вычислительное устройство для межсетевого экрана, UTM, управления проводными/беспроводными сетями, доставки приложений и оптимизации глобальной сети
- Защищённые, встраиваемые и промышленные вычисления для умного города, Интернет-приложений, промышленной автоматизации, видеоаналитики и интеллектуальной транспортной системы
- Телекоммуникационная платформа операторского класса для виртуального абонентского оборудования, SDN, NFV, cloud-RAN, искусственного интеллекта, транскодирования видео и мобильных периферийных вычислений

## Отраслевые альянсы
Компания Lanner Electronics является ассоциированным членом альянса Intel Intelligent Systems Alliance.